# Chlorostilbon
Chlorostilbon es un género de aves apodiformes de la familia Trochilidae —los colibríes— que agrupa a diez especies nativas de la América tropical (Neotrópico), principalmente de América del Sur, cuyas áreas de distribución se encuentran entre el oeste de Costa Rica en América Central y el centro este de Argentina y Uruguay. Algunas especies que hacían parte del presente género fueron transferidas a los géneros Riccordia y Cynanthus como resultado de estudios genético-moleculares que demostraron que Chlorostilbon era polifilético. A sus miembros se les conoce por el nombre común de esmeraldas.

## Etimología
El nombre genérico masculino «Chlorostilbon» se compone de las palabras del griego «khlōros» que significa ‘verde’, y «stilbōn» que significa ‘brillante’, un epíteto del planeta Mercurio.

## Taxonomía
El género Chlorostilbon fue propuesto por el ornitólogo británico John Gould en 1853, la especie tipo definida por monotipia en la misma publicación fue Chlorostilbon prasinus Gould, 1853, en realidad un sinónimo posterior de Trochilus pucherani Bourcier & Mulsant, 1848, actualmente la subespecie Chlorostilbon lucidus pucherani, con lo cual la especie tipo es Trochilus lucidus Shaw, 1812, actual Chlorostilbon lucidus.
Las especies Chlorostilbon maugaeus, C. ricordii y C. swainsonii estaban anteriormente situadas en el presente género. Un estudio genético-molecular de McGuire et al. (2014) demostró que Chlorostilbon era polifilético. En la clasificación propuesta para crear un grupo monofilético, estas especies, fueron transferidas al género resucitado Riccordia. Las dos especies consideradas extintas Chlorostilbon bracei y C. elegans no fueron incluidas en el estudio y, por lo tanto, su colocación en Riccordia es incierta a pesar de también haber sido transferidas.
Las especies Chlorostilbon auriceps, C. canivetii y C. forficatus estaban anteriormente situadas en el presente género. Los estudios genético-moleculares de 2014 y 2017 demostraron que Chlorostilbon era polifilético. En la clasificación propuesta para crear un grupo monofilético, estas tres especies fueron transferidas al género Cynanthus.
Los cambios taxonómicos fueron reconocidos por el Comité de Clasificación de Norte y Mesoamérica (N&MACC) en las Propuestas 2020-A-2/3 y 2020-D-1.

## Lista de especies
Según las clasificaciones del Congreso Ornitológico Internacional (IOC) y Clements Checklist/eBird, el género agrupa a las siguientes especies con el respectivo nombre popular de acuerdo con la Sociedad Española de Ornitología (SEO):
| Imagen | Nombre científico            | Autor                        | Nombre común               | Estado de conservación | Distribución |
| ------ | ---------------------------- | ---------------------------- | -------------------------- | ---------------------- | ------------ |
|        | Chlorostilbon mellisugus     | (Linnaeus), 1758             | esmeralda coliazul         | LC                     |              |
|        | Chlorostilbon olivaresi      | Stiles, 1996                 | esmeralda del Chiribiquete | LC                     |              |
|        | Chlorostilbon gibsoni        | (Fraser), 1840               | esmeralda piquirroja       | LC                     |              |
|        | Chlorostilbon lucidus        | (Shaw), 1812                 | esmeralda ventridorada     | LC                     |              |
|        | Chlorostilbon poortmani      | (Bourcier), 1843             | esmeralda colicorta        | LC                     |              |
|        | Chlorostilbon stenurus       | (Cabanis & Heine, Jr.), 1860 | esmeralda colifina         | LC                     |              |
|        | Chlorostilbon alice          | (Bourcier & Mulsant), 1848   | esmeralda coliverde        | LC                     |              |
|        | Chlorostilbon russatus       | (Salvin & Godman), 1881      | esmeralda bronceada        | LC                     |              |
|        | Chlorostilbon assimilis      | Lawrence, 1861               | esmeralda afín             | LC                     |              |
|        | Chlorostilbon melanorhynchus | Gould, 1861                  | esmeralda occidental       | NE                     |              |